# Сяркянниеми

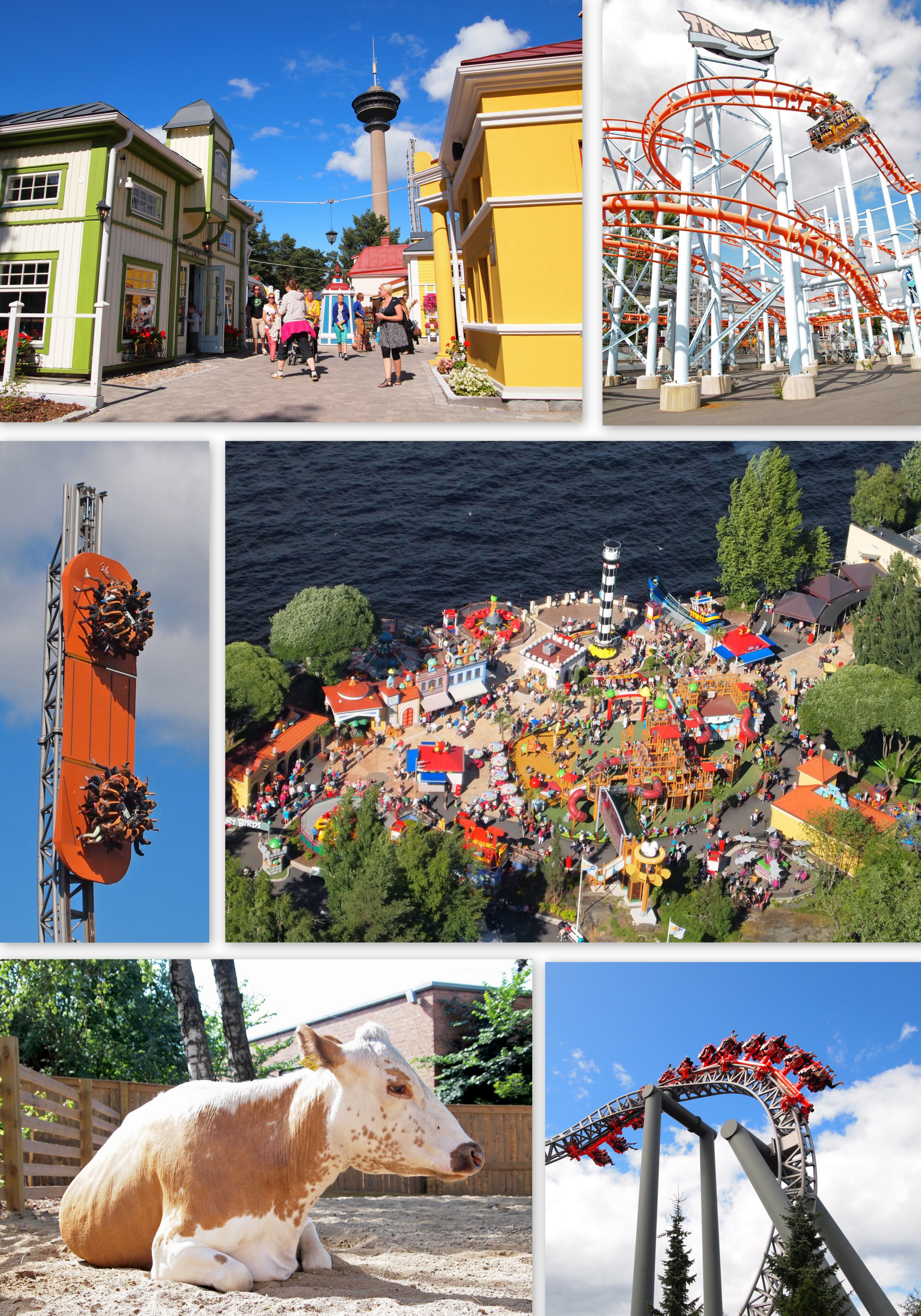
Сяркянниеми

Сяркянниеми (фин. Särkänniemi, от särkkä «песчаная отмель», «коса» и niemi «нос», «мыс») — парк развлечений в городе Тампере (Финляндия).
Открыт в 1975 году. Занимает площадь 50 тысяч м². Помимо многочисленных аттракционов, в парке есть планетарий, аквариум, мини-зоопарк и дельфинарий. Объекты парка можно посещать круглогодично, но в период действия «зимнего» расписания они работают по сокращенному графику. Аттракционы открыты с начала мая по конец августа.
Плата за вход на территорию парка, которая ранее варьировалась от 5 до 32 евро с человека, в 2014 году отменена, а новинкой сезона стал аттракцион под названием «High Voltage».
На территории парка также расположены художественный музей Сары Хилден и смотровая башня Нясиннеула.

## Дельфинарий

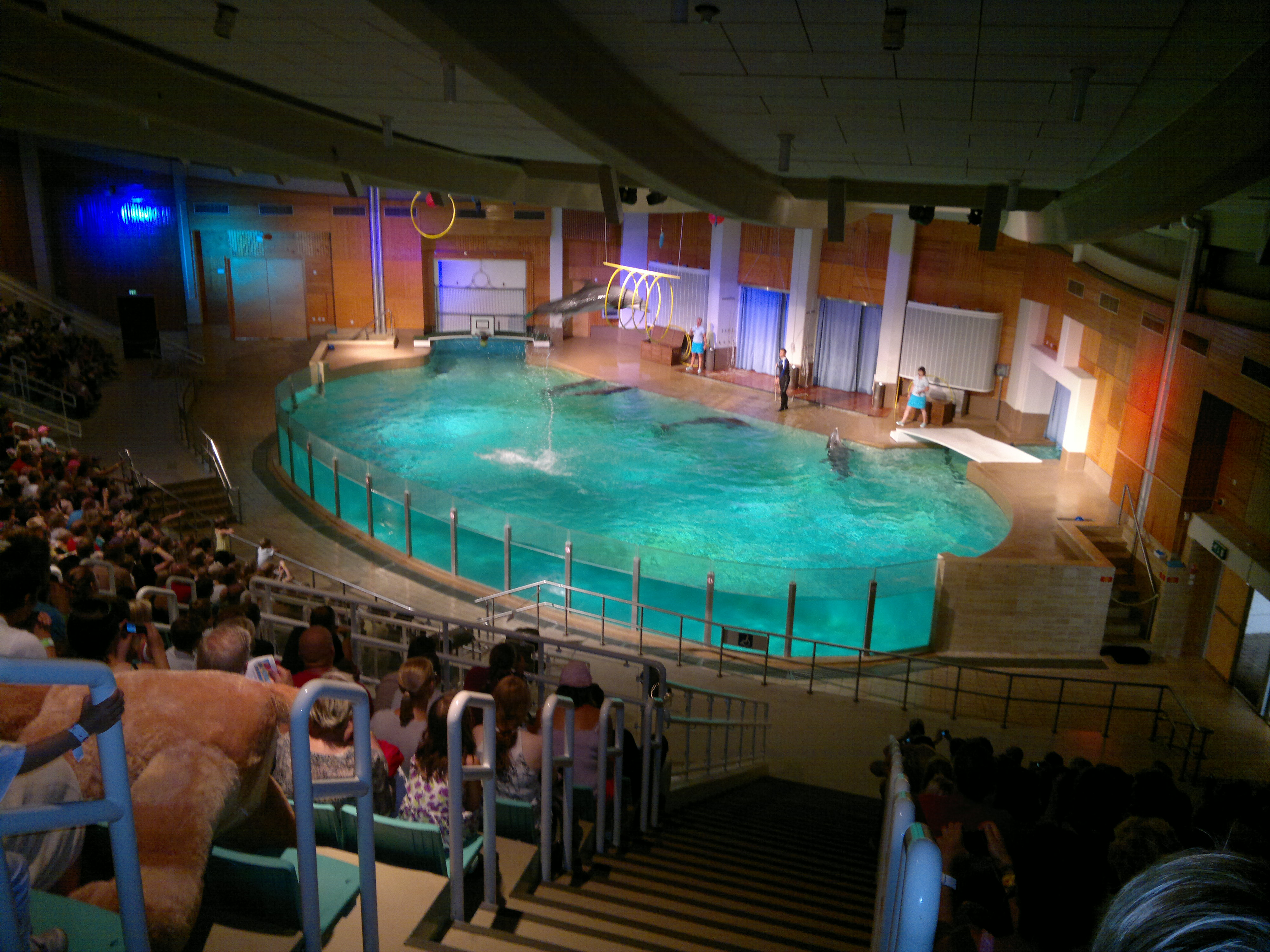
Дельфинарий

Открытый в 1985 году на территории парка дельфинарий был единственным в Финляндии. Перед закрытием, в 2014 году, в нём проживало пять дельфинов-афалин: самый старый из которых родился в 1978 году, а самый молодой — в 1996 году. Трёх дельфинов привезли из Мексиканского залива, а двое самых молодых родились в Сяркянниеми. В дельфинарии Тампере родилось в общей сложности 15 дельфинят. Двое из них выжили: родившийся в 1993 году Лееви и Ээвертти 1996 года рождения. В 2014 году в дельфинарии появился незапланированный к рождению детёныш, который вскоре погиб.
В 1996 году ЕС запретил коммерческий ввоз диких дельфинов в страны союза, за исключением животных, ввозимых для исследовательских целей. По данным Финского информационного агентства STT, горсовет Тампере в августе 1999 года голосами 57-9 отклонил инициативу депутата горсовета Теллерво Туоминен (Зеленые) об освобождении дельфинов. В 2014 году, в связи с международной дискуссией о закрытии всех дельфинариев, руководство Сярканниеми начало проводить последовательные мероприятия на закрытие заведения. Ряд активистов требуют быстрейшего закрытия заведения. В 2015 году было принято решение о полном упразднении дельфинария в Тампере и переводе дельфинов в другие европейские дельфинарии.